# Compensatore idraulico
Il compensatore idraulico (o separatore idraulico) è un dispositivo utilizzato per collegare insieme un circuito idraulico primario a più circuiti idraulici secondari, ognuno di essi dotato di una pompa di distribuzione.

## Descrizione del dispositivo
Il compensatore idraulico è costituito da un recipiente disposto in genere in verticale, avente all'interno un'elevata area di passaggio, per cui presenta perdite di carico modeste. È provvisto di due bocchelli nella parte alta e due bocchelli nella parte bassa: nella parte superiore dell'apparecchiatura passa la corrente calda (proveniente dalla caldaia e inviata alle utenze), mentre nella parte bassa passa la corrente fredda (proveniente dalle utenze e inviata alla caldaia).
Nel caso in cui le portate nel circuito primario e secondario siano identiche, il compensatore idraulico non svolge alcuna funzione, mentre se una delle due correnti ha una portata superiore all'altra, grazie al compensatore idraulico una parte di tale portata viene indirizzata all'altra corrente, in modo da equilibrare le due portate. In questo modo il funzionamento di ciascuna pompa dei circuiti idraulici a valle del dispositivo risulta indipendente rispetto al funzionamento delle altre pompe. Infatti in assenza del compensatore idraulico, a causa di uno scompenso delle portate e della prevalenze, alcune pompe potrebbero sottrarre fluido alle altre pompe, per cui alcuni circuiti riceverebbero una portata inferiore rispetto a quella necessaria (ovvero prevista dal progetto) mentre altri riceverebbero una portata maggiore, per cui le pompe riceventi una portata maggiore rischierebbero di sovraccaricarsi, mentre i circuiti collegati alle altre pompe rimarrebbero "a secco". Dunque grazie a tale dispositivo si evita il fenomeno della cavitazione.
Grazie alla presenza di opportune "griglie" all'interno dell'apparecchiatura, il compensatore idraulico funge inoltre da disareatore e da filtro per le impurità. In particolare l'aria viene raccolta in alto, mentre le impurità sono raccolte nella parte bassa del dispositivo.

## Esempi di utilizzo
Un tipico impiego del separatore idraulico è quello degli impianti di riscaldamento con più utenze, in cui a fronte di un'unica mandata di fluido caldo (tipicamente acqua) sono presenti a valle diversi circuiti, ciascuno con la propria pompa di circolazione (ad esempio possono essere presenti un circuito per il primo piano, uno per il secondo piano e un altro per il seminterrato). In questo caso l'utilizzo di un compensatore idraulico permette ad ogni utenza di ricevere correnti con differenti valori di temperatura e portata, dunque grazie al compensatore idraulico vengono soddisfatte le specifiche necessità di ciascuna utenza, indipendentemente dalle altre utenze.